# ZuccheroFilatoNero
ZuccheroFilatoNero è l'unico album che Mauro Repetto ha pubblicato da solista, dopo aver abbandonato gli 883. Il singolo di lancio è stato Baciami qui, per il quale è stato realizzato anche un video.
Dopo aver tentato invano di produrre un film negli USA, torna in Italia e realizza questo disco da solista, prodotto da Claudio Cecchetto.
Nel disco compare anche la voce di Francesca Touré (futura cantante dei Delta V), la chitarra di Michele Chieppi, autore della musica di quattro dei dodici brani del disco e altri musicisti con cui aveva collaborato con gli 883.
La musica è stata eseguita, arrangiata e scritta da St.Martin Bertrand con l'assistenza di Jeff Alexander, meglio conosciuto ai più come Jahlex Danté.
L'album è sperimentale e passa dal rock al rap fino al funk.
L'album si rivelò un flop vendendo solamente 23 000 copie.
Nell'album vengono menzionati anche Max Pezzali e Claudio Cecchetto.

## Tracce
1. My Love
2. Zucchero filato nero
3. Baciami qui
4. Nervoso
5. Un grande sì
6. Brandi's Smile
7. Voglia di cosce e di sigarette
8. Però dai sì
9. Porno a Las Vegas
10. Nual
11. Ma mi caghi?
12. Fiori o formiche?

## Formazione
- Mauro Repetto - voce
- Francesca Touré - seconda voce
- Michele Chieppi - chitarra
- Marco Guarnerio - chitarra
- Pierpaolo Peroni - tastiera
- Marco Repetto - basso
- Mario Zapparoli - batteria
- Demo Morselli - tromba, sax